# 27106 Jongoldman
27106 Jongoldman este un asteroid din centura principală de asteroizi.

## Descriere
27106 Jongoldman este un asteroid din centura principală de asteroizi. A fost descoperit pe 10 noiembrie 1998 la Socorro, New Mexico, în cadrul proiectului LINEAR. Asteroidul prezintă o orbită caracterizată de o semiaxă mare de 2,35 ua, o excentricitate de 0,08 și o înclinație de 6,1° în raport cu ecliptica.